# Friedrich Dollmann
Friedrich Dollmann, nemški general, * 2. februar 1882, Würzburg, Nemčija, † 28. junij 1944, Le Mans, Francija.

## Napredovanja
- Fahnenjunker-Unteroffizier (1. november 1899)
- Fähnrich (6. februar 1900)
- poročnik (4. marec 1901)
- nadporočnik (23. oktober 1910)
- stotnik (1. oktober 1913)
- major (1. oktober 1921)
- podpolkovnik (1. april 1927)
- polkovnik (1. februar 1930)
- generalmajor (1. oktober 1932)
- generalporočnik (1. oktober 1933)
- general artilerije (1. april 1936)
- generalpolkovnik (19. julij 1940)

## Odlikovanja
- viteški križ železnega križa (95.; 24. junij 1940)
- viteški križ železnega križa s hrastovimi listi (518.; 1. julij 1944)
- 1914 železni križec I. razreda (21. februar 1916)
- 1914 železni križec II. razreda (18. september 1914)
- Kgl. Bayer. Prinz-Regent-Luitpold Jubiläums-Medaille (12. marec 1905)
- Kgl. Bayer. Prinz-Regent-Luitpold Jubiläums-Medaille und mit der Krone (24. oktober 1909)
- Kgl. Bayer. Militär-Verdienstorden IV. Klasse mit Schwertern
- Kgl. Bayer. Militär-Verdienstorden IV. Klasse mit Schwertern und mit der Krone (13. maj 1918)
- Kgl. Bayer. Dienstauszeichnungskreuz II. Klasse (20. junij 1918)
- Ehrenkreuz für Frontkämpfer (21. december 1934)
- Wehrmacht-Dienstauszeichnung IV. bis I. Klasse (2. oktober 1936)
- Spange zum EK I (10. marec 1940)
- Spange zum EK II (11. december 1939)